# Leopold Antonín Podstatský
Leopold Antonín František de Paula hrabě Podstatský z Prusinovic (21. dubna 1717 Vídeň – 21. března 1776 Olomouc) byl katolický kněz, kanovník a rektor olomoucké univerzity.

## Stručný životopis
Po přijetí tonzury nižších svěcení roku 1727 se stal olomouckým nesídelním kanovníkem (tzv. domicelářem), krátce na to se stal i kanovníkem v Pasově a v Salcburku. Studia v Římě zakončil r. 1738 doktorátem obojího práva. Na kněze byl vysvěcen 24. prosince 1741 v Salcburku. V roce 1748 se stal sídelním kanovníkem olomouckým, roku 1759 jejím prelátem-scholastikem a konečně roku 1764 kapitulním děkanem. Generálním vikářem olomoucké diecéze byl již od roku 1762 až do své smrti.
Byl vynikajícím správcem a diplomatem, lze jej zařadit do okruhu katolických osvícenců. Svá díla mu dedikovali např. Carlo Goldoni, Giacomo Battista Beccaria, měl bohatou a zajímavě vybavenou knihovnu. V roce 1767 (od 28.10. do 23. 12.) hostil ve své rezidenci nemocného Wolfganga Amadea Mozarta, který tam mj. zkomponoval svou 6. symfonii F-dur (KV 43).